# Aechmea disjuncta
Espèce
Classification phylogénétique
Synonymes
- Hohenbergia disjuncta L.B.Sm.

Aechmea disjuncta est une espèce de plantes de la famille des Bromeliaceae, endémique de la forêt atlantique (mata atlântica en portugais) au Brésil.

## Synonymes
- Hohenbergia disjuncta L.B.Sm.[2].